# عزة رياض
عزة رياض (القرن 20 -) هي شاعرة وكاتبة ومترجمة مصرية.

## حياتها ومسيرتها
- مواليد القاهرة.[4]
- عضوة اتحاد كتاب مصر.[5]
- عضوة بأتيلية القاهرة.
- عضوة بجمعية الأدباء.[6]
- ترجمت لها قصائد إلى الإسبانية والفرنسية.[7]
- رئيسة الهيئة الثقافية وعضو الأمانة العامة بحزب مصر بلدي.[8]

## مؤلفاتها

### دواوين
- صدر لها ديوان «طرح الليل» عام 2017، عن دار «يسطرون».[7]
- ديوان «الخروج من الأرض» عام 2018 عن دار الأدهم.
- «أشخاص قد تعرفهم» مجموعة قصصية 2019.[9]
- ديوان «آيل للصمت» 2020 عن دار الأدهم..[10]

### قصائد شعرية[11]
- من دون قصد.[12]

- من ديوان الخروج من الأرض.[13][14]
- كحفنة من تراب ترغب في البعثرة.[6]
- لتسكن كل الأرض.[15]
- كالرغبة حين تفنى بالبوح.
- تكتبني الكلمات على هيئة لغز.
- وطفلة لا تملك إلا السؤال.
- لماذا؟.
- تجيبني الأشياء كما يحلو لها.
- مر وقت طويل.
- أبحث فيه عن بدائل للبدائل.
- من دون جدوى.
- تخبرني سذاجتي بأنه عليّ أن أجد من أقتسم معه الوقت.
- وأن الأزهار تتحدث.
- ولليل مقصد آخر غير الراحة.
- وعلى أن أجالس السعداء إن وجدوا.
- وفى غفلة يدركني الزمن.
- فأتحول لامرأة تكف عن السؤال.
- وتكتفي بالمشاهدة.